# Galicijština

Animace šíření jazyků na Pyrenejském poloostrově ve druhém tisíciletí n. l.

Galicijština (gal. galego, šp. gallego) je románský jazyk, jímž se mluví v Galicii (gal. Galicia nebo Galiza), autonomní oblasti na severozápadě Španělska. Galicijština je jedním ze čtyř oficiálních jazyků Španělska (vedle katalánštiny, baskičtiny a kastilštiny). Galicijštinou mluví asi 4 miliony lidí, především  v autonomním společenství Galicie; v galicijštině vysílá několik rádií, televizní stanice a vychází v ní periodika.

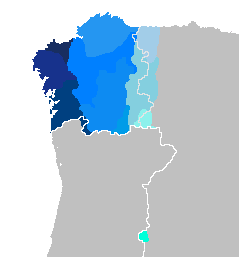
Mapa galicijských nářečí

Vznikla kolem 11. století. Z galicijštiny se vyvinula portugalština, někteří vědci tvrdí, že současný jazyk je dialektem portugalštiny (nebo naopak).
Zvláštní postavení má asturská galicijština (eonaviegu) nazývaná také česky eonavština či eonavijština (autonymum: fala; astursky: eonaviegu, gallego-asturianu; galicijsky: eonaviego, galego-asturiano). Je to soubor románských dialektů nebo falas, které dominují přibližně v části Asturie mezi řekami Eo a Navia (nebo přesněji Eo a Frejulfe).
Vzhledem k tomu, že za Francovy diktatury byla podobně jako jiné nešpanělské jazyky potlačována, oficiální pravidla byla vytvořena až v r. 1983. V současnosti existují dvoje odlišná pravidla: jedna bližší španělštině, podporovaná autonomní vládou, a konkurenční, bližší portugalštině.

## Příklady

### Číslovky
| Galicijsky | Česky |
| un         | jeden |
| dous       | dva   |
| tres       | tři   |
| catro      | čtyři |
| cinco      | pět   |
| seis       | šest  |
| sete       | sedm  |
| oito       | osm   |
| nove       | devět |
| dez        | deset |

## Vzorový text
Otčenáš (modlitba Páně):
Noso Pai que estás no ceo:
santificado sexa o teu nome,
veña a nós o teu reino
e fágase a túa vontade
aquí na terra coma no ceo.
O noso pan de cada día
dánolo hoxe;
e perdóanos as nosas ofensas
como tamén perdoamos nós
a quen nos ten ofendido;
e non nos deixes caer na tentación,
mais líbranos do mal.
Amen.

### Všeobecná deklarace lidských práv
Pro srovnání galicijštiny s portugalštinou a španělštinou je text uveden ve všech třech jazycích.
| galicijsky  | Tódolos seres humanos nacen libres e iguais en dignidade e dereitos e, dotados como están de razón e conciencia, débense comportar fraternalmente uns cos outros.           |
| portugalsky | Todos os seres humanos nascem livres e iguais em dignidade e em direitos. Dotados de razão e de consciência, devem agir uns para com os outros em espírito de fraternidade. |
| španělsky   | Todos los seres humanos nacen libres e iguales en dignidad y derechos y, dotados como están de razón y conciencia, deben comportarse fraternalmente los unos con los otros. |
| česky       | Všichni lidé se rodí svobodní a sobě rovní co do důstojnosti a práv. Jsou nadáni rozumem a svědomím a mají spolu jednat v duchu bratrství.                                  |